# George Herbert Mead
George Herbert Mead, född den 27 februari 1863 i South Hadley, Massachusetts som son till en präst, död den 26 april 1931 i Chicago, var en amerikansk filosof och sociolog. Mead var central för formeringen av den sociologiska skolan vilken kallas symbolisk interaktionism. 

## Biografi
Mead var nära vän och tillika assistent till filosofen John Dewey och behärskade själv ett brett filosofiskt och idéhistoriskt fält. Han var från 1907 som professor, under de sista trettio åren av sitt liv knuten till University of Chicagos filosofiska institution. Hans verk "Mind, Self and Society" som gavs ut 1934 (efter hans död) räknas som ett huvudverk inom klassisk sociologi, trots att Mead aldrig tog någon akademisk grad. Mead var rent privat också en aktiv klättrare.
Mead har spelat en viktig roll i socialpsykologins och sociologins utveckling genom sin teori om medvetandets och självets uppkomst, den så kallade symboliska interaktionismen. Han hävdade att medvetandet endast kan uppstå genom att individen i samspel med andra börjar uppfatta sig själv som ett självständigt objekt och att språket och gesterna är av avgörande betydelse för det rollspel som utvecklas.